# São Paulo Challenger 1989
Il São Paulo Challenger 1989 è stato un torneo di tennis facente parte della categoria ATP Challenger Series nell'ambito dell'ATP Challenger Series 1989. Il torneo si è giocato a Brasile in Brasile dal 13 al 19 febbraio 1989 su campi in terra rossa.

## Vincitori

### Singolare
Stefan Lochbihler ha battuto in finale  Martin Wostenholme con il punteggio di 6–3, 7–5

### Doppio
Marcelo Hennemann /  Edvaldo Oliveira hanno battuto in finale  Nelson Aerts /  Alexandre Hocevar con il punteggio di 6–3, 6–3